# Soglio (Suíça)
Soglio é uma  antigacomuna da Suíça, no Cantão Grisões, com cerca de 185 habitantes. Estende-se por uma área de 67,64 km², de densidade populacional de 3 hab/km². Confina com as seguintes comunas: Avers, Bivio, Bondo, Castasegna, Piuro (IT-SO), Stampa, Vicosoprano, Villa di Chiavenna (IT-SO).
A língua oficial nesta comuna é o italiano.
Atualmente, é parte da comuna de Bregaglia.